# Fußball-Oberliga 2020/21
Die Fußball-Oberliga 2020/21 war die 13. Saison der Oberliga als fünfthöchste Spielklasse im Fußball in Deutschland.

## Oberligen
| Oberliga                                                            | Mannschaften       | Quotientenmeister *                       |
| ------------------------------------------------------------------- | ------------------ | ----------------------------------------- |
| Oberliga Baden-Württemberg 2020/21                                  | 21                 | keiner                                    |
| Bayernliga 2019–21 in zwei Staffeln (Nord und Süd)                  | 17 (Nord) 18 (Süd) | SC Eltersdorf (Nord) FC Pipinsried (Süd)  |
| Bremen-Liga 2020/21                                                 | 18                 | keiner                                    |
| Oberliga Hamburg 2020/21                                            | 19                 | keiner                                    |
| Hessenliga 2020/21                                                  | 20                 | keiner                                    |
| Mittelrheinliga 2020/21                                             | 17                 | keiner                                    |
| Oberliga Niederrhein 2020/21                                        | 23                 | keiner                                    |
| Oberliga Niedersachsen 2020/21 in zwei Staffeln                     | 10 je Staffel      | keiner                                    |
| Oberliga Nordost 2020/21 in zwei Staffeln (Nord und Süd)            | 17 (Nord) 17 (Süd) | Tasmania Berlin (Nord) FC Eilenburg (Süd) |
| Oberliga Rheinland-Pfalz/Saar 2020/21                               | 12 (Nord) 12 (Süd) | keiner                                    |
| Oberliga Schleswig-Holstein 2020/21 in zwei Staffeln (Nord und Süd) | 9 (Nord) 9 (Süd)   | keiner                                    |
| Oberliga Westfalen 2020/21                                          | 21                 | keiner                                    |

## Aufstieg und Relegation zur Regionalliga

### Regionalliga Nordost
Die Meister (nach Quotientenregelung) der Staffel Nord und Süd stiegen in die Regionalliga Nordost auf:
- Nord: Tasmania Berlin
- Süd: FC Eilenburg